# Chovansjtjina

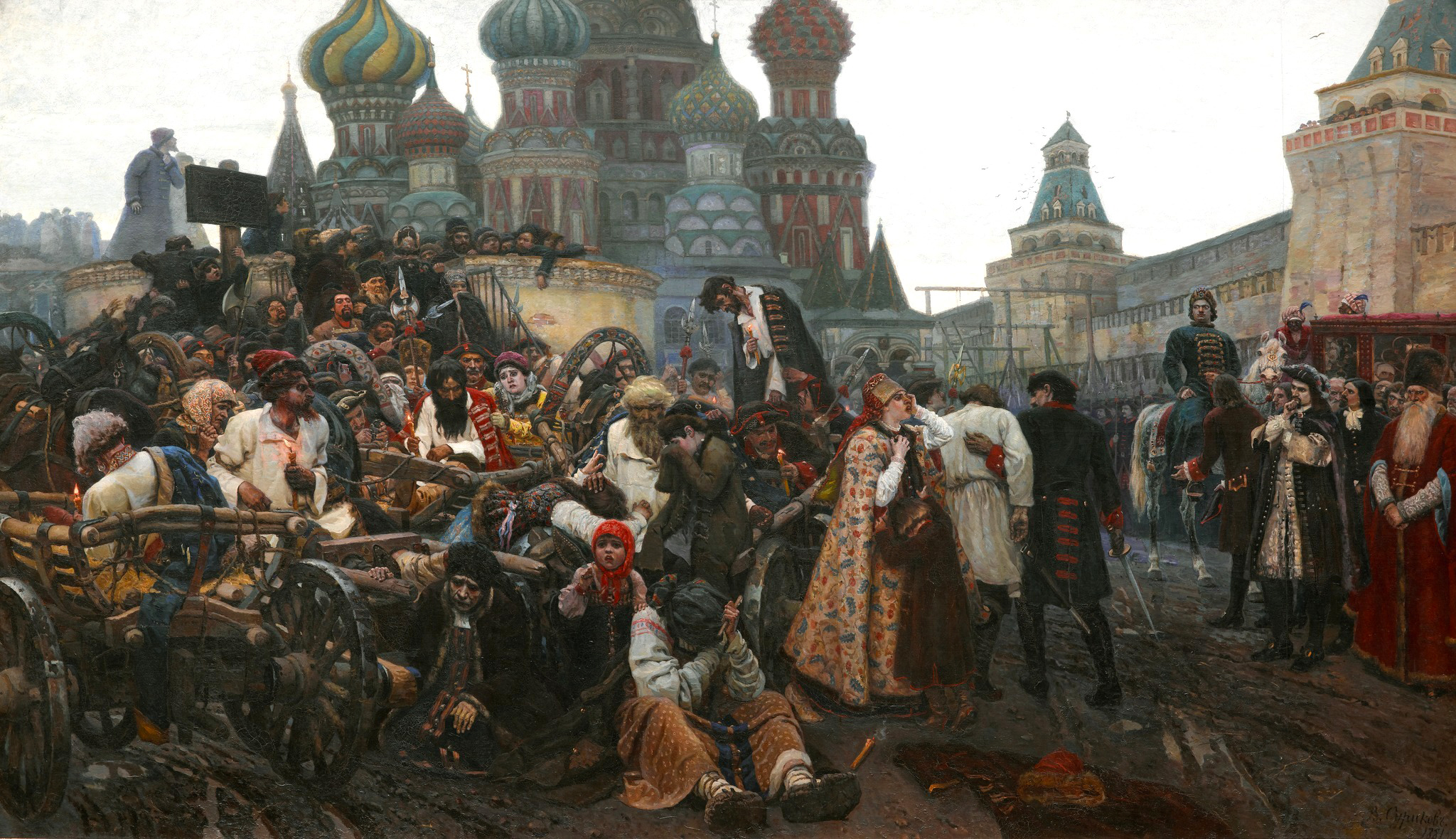
Morgonen för avrättningen av streltserna. Tsar Peter den store hann dock benåda dem. Målning av Vasilij Surikov (1848–1916)

Chovansjtjina (ryska: Хованщина) är en rysk opera i fem akter med musik och text av Modest Musorgskij. Den tillkom mellan 1872 och 1880 i Sankt Petersburg. Librettot av tonsättaren och Vladimir Stasov.

## Historia

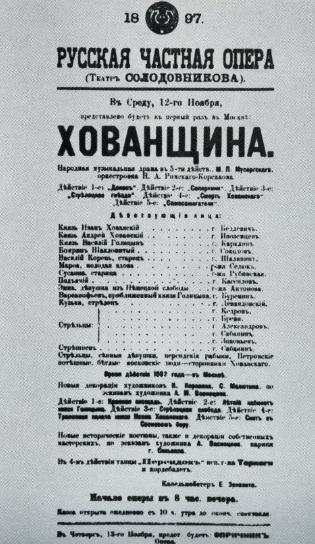
Affisch från 1897.

Scenariot sammanställde Musorgskij tillsammans med sin vän, den framstående kritikern och estetikern Vladimir Stasov. Librettot skrev han själv och började 1873 skriva musiken. Tonsättandet tog dock betydligt längre tid än vad det hade tagit för Boris Godunov. Musorgskij lät de enskilda scenerna mogna under lång tid och bestämde sig ibland för att skriva ned dem först efter flera år. Arbetstempot bestämdes av ämnets omfattning och nymodighet. Musorgskijs uppfattning avvek alltmer från Stasovs förslag. År 1876 började han vid sidan om Chovansjtjina att komponera en ny opera med titeln Marknaden i Sorotjinsk. De båda verkens tillkomstprocess förlöpte i fortsättningen parallellt. I augusti 1880 skrev han till Stasov och berättade att Chovansjtjina nästan var färdigskriven och att endast orkestreringen fortfarande återstod. Men operan förblev ofullbordad då kompositören dog utfattig 1881, 46 år gammal, och den ingick i hans kvarlåtenskap. 
Hans vän Nikolaj Rimskij-Korsakov redigerade fragmenten och fullbordade orkestreringen. Men liksom i fallet med Boris Godunov hade han helt andra idéer än Musorgskij själv om hur det skulle låta. Han förkortade, bearbetade och instrumenterade det efterlämnade materialet. Han strök över 800 takter i originalpartituret, musiken till en hel akt. Hans idé var att släta ut Musorgskijs råa tonspråk och göra det mer "kultiverat" inför uruppförandet. Ändå förkastades operan av Kejserliga teatern i Sankt Petersburg, där man fått nog av revolutionära folkoperor, och verket hade urpremiär vid en amatörteaterföreställning i samma stad 21 februari 1886 i kraftigt beskuret skick.
Därefter blev det liggande i 25 år, tills det hade en offentlig premiär den 7 november 1911 på Mariinskijteatern i Sankt Petersburg med Fjodor Sjaljapin som Dosifej. För den franska urpremiären i Paros 1913 beställde Sergej Djagilev, ledaren för Ballets Russes (Ryska baletten), en nyorkestrering av Igor Stravinskij och Maurice Ravel. Men Sjaljapin vägrade att sjunga Dosifej annat än i Rimskij-Korsakovs instrumentation. Därigenom fick den västeuropeiska publiken uppleva en egenartad blandning. Man behöll inte Ravels och Stravinskijs orkestrering, utan endast den final som Stravinskij komponerade på grundval av Musorgskijs skisser och som publicerades 1914.
Rimskij-Korsakovs hårda redigering ledde till att Dmitrij Sjostakovitj 1959 ånyo bearbetade operan och orkestrerade Musorgskijs ursprungliga klaverutdrag utan strykningar eller omarbetningar. Denna version hade under slutet av 1900-talet blivit vanligt att framföra.
Den svenska premiären ägde rum på Kungliga Operan i Stockholm den 7 november 1941.

## Den historiska bakgrunden

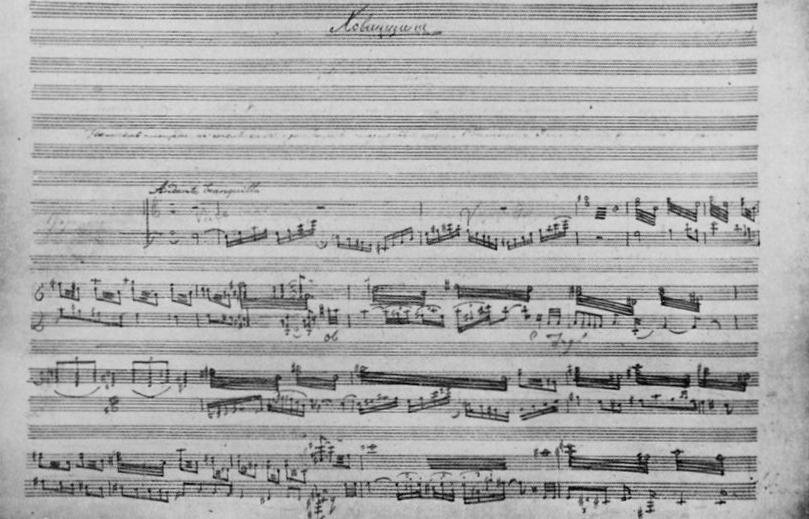
Handskriven sida ur partituret.

Chovansjtjina utspelas i början av Peter den stores regeringstid, en orolig tid av uppror, religiös splittring och tronstridigheter. Musorgskij låter i sin opera flera års historiska tilldragelser utspelas under några få dagar.
Efter tsar Fjodors död 1682 blev den tioårige Peter tsar, men tvingades efter streltserupproret 1682 av streltserna, som utgjorde det dåvarande Rysslands militärväsende, att dela regentskapet med halvbrodern Ivan V. Bakom streltserna stod halvbrödernas syster, tsarevna Sofia Aleksejevna, den egentliga makthaverskan. Streltserkårerna hade skapats av Ivan IV (Ivan den förskräcklige). Streltserna var avlönade soldater, som levde med sina familjer i speciella bosättningar och vid sidan om kunde ägna sig åt hantverk och handel. Under Sofias regentskap terroriserade streltserna hela Moskva. Deras ledare, furstarna Ivan och Andrej Chovanskij, fick sådan makt att de blev farliga till och med för Sofia och hon lät därför avrätta dem 1682. Men Sofia och hennes gunstling, furst Vasilij Golitsyn, tvingades ändå förlita sig på streltserna för att upprätthålla regeringsmakten. År 1689 konspirerade de tillsammans med streltserna för att röja Peter den store ur vägen. Men det gardesregemente som den unge tsaren hade roat sig med som barn var nu en välorganiserad och stridsduglig styrka, och han lyckades med dess hjälp slå ned streltserupproret. Systern lät han spärra in i klostret. Det sista streltserupproret ägde rum nio år senare, 1698, varpå Peter den store beslöt att göra sluta på streltserna. Han lät på Röda torget avrätta 2000 streltser genom halshuggning och medverkade själv vid avrättningen.

### Religionskrig och de "gammaltroende"
Före Peter den stores uppstigande på tronen, i mitten av 1600-talet, skedde en stor kyrkoreform. Patriarken Nikon skapade en heterogen liturgi i samklang med den grekisk-ortodoxa läran, valde ut Bibeltexter och införde den polyfona kyrkosången. I huvudsak centraliserade han kyrkan i enlighet med absolutismens krav. Reformen ledde till uppdelning av prästerskapet och de troende. Många, framförallt bönderna, blev anhängare till de gammaltroende (starovjertser), som höll fast vid den gamla tron och som bland motståndarna gick under namnet raskolniker eller "separatister" (raskolniki). Det religiösa motståndet växte till en rörelse. Tsarens styrkor förföljde obarmhärtigt raskolnikerna. Men dessa vägrade att överge sin tro. De underkastade sig inte ens när de hotades till livet utan valde istället att begå kollektivt självmord på bålet eller fly till främmande områden. Ännu under 1900-talet kunde man fortfarande finna raskolnikersamhällen i Sibirien och i olika områden av Europa och Amerika.

## Om operans karaktärer
Musorgskijs musikdrama speglar den mänskliga tillvarons mångsidighet: Vi möter här djupt moraliska, rena, ansvarsfulla personligheter (Marfa, Dosifej), stora individer som förenar negativa, rent av groteska drag med sann värdighet (Ivan Chovanskij, Golitsyn), en intrigant med ädla motiv (Sjaklovityj) och även en ondsint människotyp i det lilla formatet med förvriden själ och utan ryggrad (skrivaren). 
- Med Marfa skapade tonsättaren sin allra mest tilldragande kvinnogestalt. Marfa upplever allt som sker oerhört intensivt. Musikaliskt och dramatiskt har hon ett glödande uttryckssätt.
- Dosifej är en religionsledare och samtidigt politiker, som sammanfattar alla de strävanden som är riktade mot Peter den stora och med all kraft försöker trygga upprorets bräckliga enhet. Hans motiv är inte makthunger, utan han följer en principfast, moralisk övertygelse och vägrar därför att kompromissa - vad gäller det väsentliga. Om han inte segrar har han bara ett alternativ: att dör frivilligt. Dosifejs mänskliga porträtt kommer fram i scenerna med Marfa liksom även i hans stora monolog (i början av akt V). Här blir det uppenbart att det bakom de målmedvetna handlingarna står en människa som är medveten om sitt enorma ansvar och kämpar mot sina tvivel.
- Desto mer obetänksam och makthungrig är den gamle furst Chovanskij. Han stammar från en gammal storfurstesläkt och gör därför anspråk på tronen. Han är ledare för landets enda krigsmakt som är något att räkna med: streltserna. Mellan fursten och streltserna råder det patriarkaliska förhållanden, som växte fram redan vid tiden för storfurstendömet Kiev. Hans avsked av streltserna är gripande (i slutet av akt III): han hemförlovar sina soldater som en fader tar farväl av sina söner.
- Furst Golitsyn begränsar Ivan Chovanskijs despotiska böjelser och anspråk. Han är en reformpolitiker, som bär europeiska kläder och bor i ett barockpalats. Bakom hans fulländade manér döljer sig en ambivalent personlighet, som enligt Stasov är "halvt europeisk, halvt asiatisk". Även om han är en reformator gör han i sin ärelystnad ändå gemensam sak med Chovanskij, som företräder den gamla ordningen, och med raskolnikerna. Hans öde är att bli landsförvisad och att tvingas lida, vilket Marfa också mycket riktigt förutspår. När profetian förverkligas (i början av akt IV) växer profetians melodi till en hymn för det universella lidandet. Golitsyns olycka sörjs av det medkännande folket.
- En helt annan rot växer fram ut den tvetydige Sjaklovityj. Han verkar vara en hämningslös intrigant, som enligt Musorgskij är "...en karaktärsgestalt, en ärkeskojare med ett rejält mått spelat viktighetsmakeri, men som trots sin blodtörstiga natur ändå äger en viss storhet". Musorgskij komponerade en stor aria om kärleken till fosterlandet för Sjaklovityj (i den sovjetiska filmatiseringen av Chovansjtjina från 1959 lät regissören Vera Strojeva folket sjunga den här arian).
- Skrivarens groteska och komiska gestalt är ett förkroppsligande av människans svaghet och feghet. Han är en företrädare för den ämbetsmannatyp som slickar uppåt och trampar nedåt.

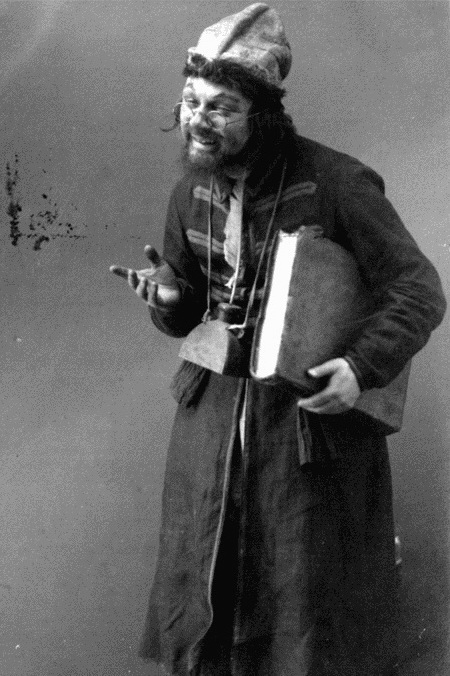
Sergej Volgin som skrivaren.
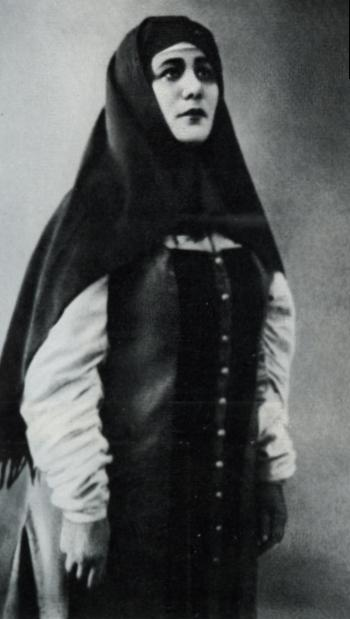
Jevgenia Zbruyeva som Marfa 1911.
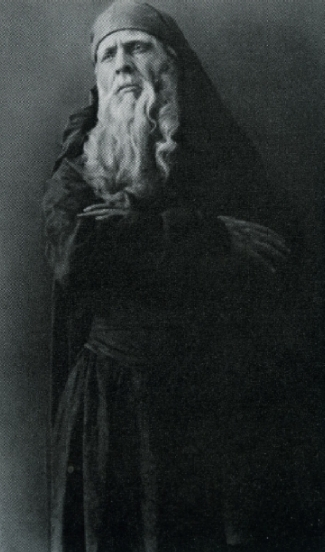
Fjodor Sjaljapin som Dosifej 1897.

## Rollfigurer

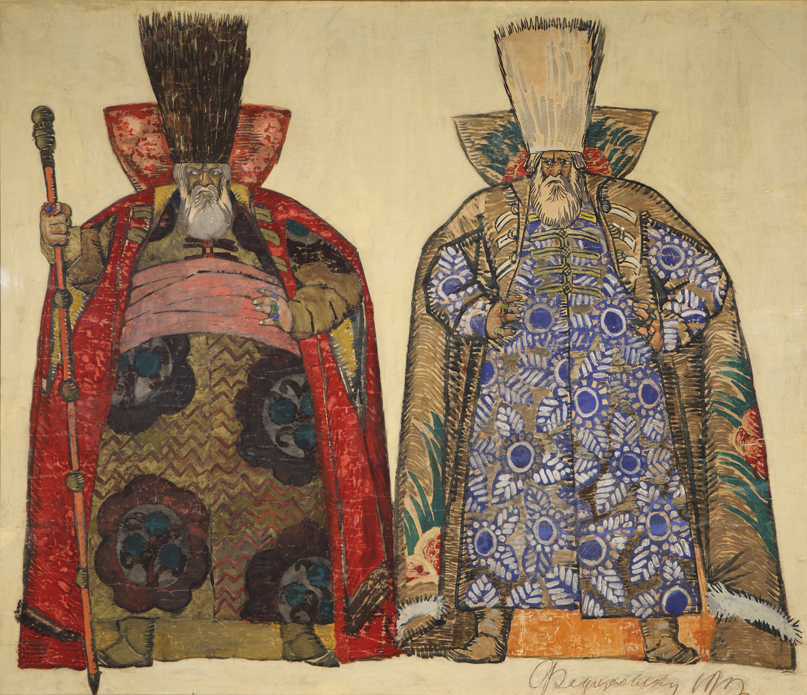
Två kostymskisser till furst Chovanskij från 1911.

- Furst Ivan Chovanskij, hövding över streltserna (Bas)
- Furst Andrej Chovanskij, hans son (Tenor)
- Furst Vasilij Golitsyn, kansler (Tenor)
- Bojar Sjaklovityj (Basbaryton)
- Dosifej, ledare för de gammaltroende (Bas eller basbaryton)
- Marfa, en ung änka bland de gammaltroende (Mezzosopran)
- Susanna, en äldre kvinnlig gammaltroende (Sopran)
- En skrivare (Tenor)
- Emma, en flicka från den tyska förstaden (Sopran)
- Prästen (Bas)
- Varsonofjev, Golitsyns livbojar (Bas)
- Kuska, en av streltserna på vakt (Tenor)
- Två streltser (Basar)
- Stresjnev, en ung bojar (Tenor)
- Golitsyns medbrottsling (Tenor)

Streltser, gammaltroende, tjänarinnor, persiska slavinnor hos furst Chovanskij. Tsar Peters garde. Folk.

## Handling
Akt ett, två och tre utspelar sig i Moskva, den fjärde på furst Chovanskijs gods och den femte utanför de gammaltroendes kloster i en skog. Tiden är 1682, året för Peter den stores tronbestigning, och åskådliggör den brytning som sker mellan gammal rysk tradition och tidens intresse för västerländsk kultur. Den behandlar prins Ivan Chovanskijs, de gammaltroendes och Streltsijs uppror mot Peter den store. Peter segrar, upproret krossas och Chovanskijs angängare begår kollektivt självmord.

### Akt I

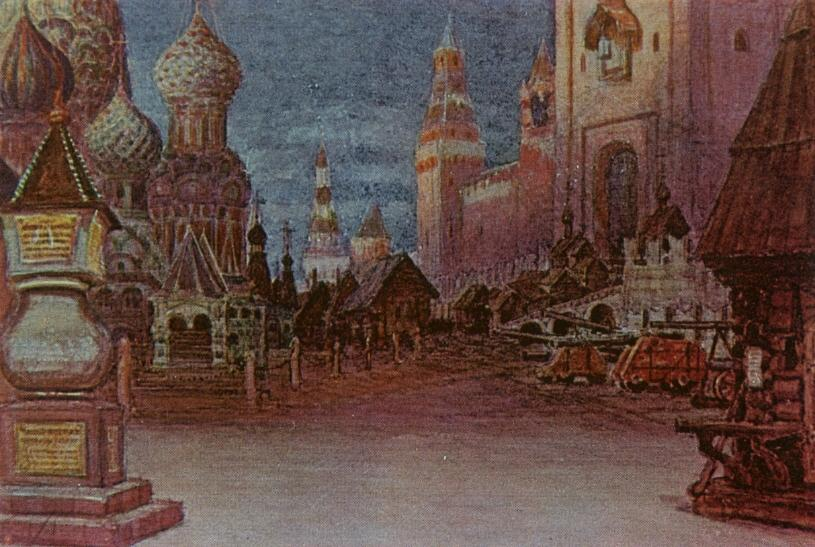
Dekor för akt I, 1897.

Röda torget i Moskva. Streltserna beter sig som Moskvas herrar och njuter av sina terrorhandlingar. De har ägnat natten åt att överfalla sina motståndare. Skrivaren gynnas av de fruktansvärda tiderna, eftersom många angivelser måste skrivas. För skrivaren dikterar bojaren Sjaklovityj en skrivelse där han upplyser tsaren om streltsernas planerade sammansvärjning och han anklagar furst Ivan Chovanskij för att vilja sätta sin son på tronen med hjälp av streltserna. Han vill sända brevet anonymt och ber skrivaren glömma för vems räkning han skrivit brevet. Folkmassan, som består av analfabeter, tvingar skrivaren att läsa upp namnen på de förrädiska furstarna. Man klagar högt över de mäktigas villkor. Ändå hyllar folkmassan Ivan Chovanskij när han anländer. Streltsernas anförare framställer sig som folkets beskyddare och folkmassan hyllar denna ulv i fårakläder. Ivan Chovanskijs son Andrej har dödat fadern till en tysk flicka, vars brudgum har landsförvisats, och vill nu ta den olyckliga i sitt våld. Ivan Chovanskij missunnar sonen den vackra Emma. De båda vargarna tvistar öppet inför folket. Om Andrej inte kan få henne ser han henne hellre död. Raskolnikerna vänder sig mot streltserna. Deras andlige ledare, Dosifej, räddar den tyska flickan och överlämnar henne i Marfas vård. Marfa är en ung kvinna som är anhängare av raskolnikerna och som tidigare har varit Andrejs älskade. Dosifej uppmanar sina anhängare att leva upp till evangeliets budskap.

### Akt II
Furst Golitsyns palats. Furst Golitsyn som åtnjuter tsarevnan Sofias beskydd, har brutit bojarernas makt och besegrat Polen. Men han fruktar ödets nycker och vågar inte lita på hennes löften, för han vet att makten kommer att glida henne ur händerna så snart Peter blivit myndig. Han bistår tyskarna i Moskva och en protestantiskt präst, så långe som det gagnar honom själv. Men den upplyste Golitsyn är vidskeplig. Han har låtit kalla till sig den berömda spåkvinnan Marfa. Hon spår hans framtid och låter honom veta att han skall drabbas av olycka, så som han själv har fruktat. Han ger i hemlighet order om att låta dränka henne. Hon lycks fly.
Golitsyn har kallat till sig Moskvas mäktigaste herrar: Streltsernas ledare Ivan Chovanskij och raskolnikern Dosifej. Golitsyn och Chovanskij hamnar i en tvist rörande maktfördelningen. De varken vill eller kan följa Dosifejs exempel. Dosifej, den tidigare furst Mysjetskij, har avsagt sig all makt och värdighet. Marfa har tack vare Peter den stores gardister lyckats undkomma Golitsyns utsända. I tsarens namn tillkännager Sjaklovityj en dom mot streltserna, som anklagas för upproret. Golitsyn förvisas till Sibirien samtidigt som undersökningen inleds rörande Chovanskijs delaktighet.

### Akt III

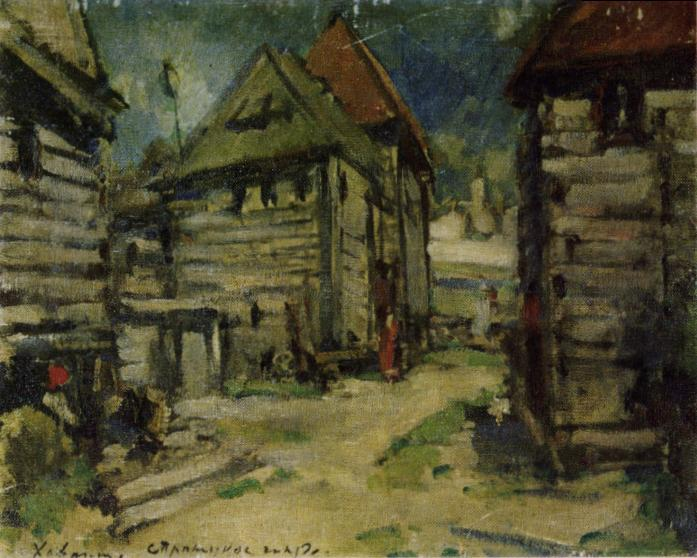
Dekor för akt III, 1911.

I streltsernas läger vid Moskvaflodens strand. Streltserna dricker och svirar obekymrat medan de gammaltroende sjungande drar förbi. 
Marfa beklagar sin olyckliga kärlek till den ovärdige Andrej. Den svartsjuka Susanna anklagar henne för hennes syndiga kärlek. Men Dosifej försvarar Marfa. Sjaklovityj oroar sig i likhet med Dosifej för nationens öde. Men de väljer att gå olika vägar. Sjaklovityj sätter i motsats till Dosifej inte sin tilltro till Gud, utan till en mäktig världslig härskare. Oro sprider sig bland streltserna. Skrivaren kommer plötsligt farande och meddelar att tsarens trupper är på väg. Han har hört att gardisterna trakasserar streltserna i Moskva. De trakasserade och deras kvinnor söker skydd hos Ivan Chovanskij, som dock lugnar och skickar hem dem. Han råder dem att lyda tsarens bud.

### Akt IV

#### Scen 1: I Ivan Chovanskijs hus.
Chovanskij vill förströ sig med muntra visor och dans av livegna flickor. Golitsyn har sänt en budbärare, som varnar honom för att tsaren låter mörda streltserna. Den högmodige Chovanskij tar varningen som en förolämpning och låter döda Golitsyns budbärare. När han av Sjaklovityj får en inbjudan till tsarevnan går han aningslöst i fällan och blir nedstucken med en dolk alldeles utanför sitt eget hus av Sjaklovityj.

#### Scen 2: Torget framförVasilijkatedralen.
Golitsyn beger sig i landsflykt och folket känner medlidande med honom. Dosifej har av Marfa fått vetskap om att tsaren har befallt att raskolnikerna skall drivas samman och mördas. Andrej, som är omedveten om allt som sker, söker efter Emma och tror att Marfa har gömt henne. Han frågar Marfa efter nyheter om Emma, och Marfa kan berätta att Emma är i säkerhet och kanske redan gift med den man hon älskar. Andrej försöker rasande få några av streltserna att dräpa Marfa men gardisterna bilor och stupstockar är avsedda för deras egen avrättning. Streltserna, som en gång tyranniserade Moskva, drivs nu samman för att avrättas men benådas i sista stund av Peter den store. Marfa flyr med Andrej.

### Akt V

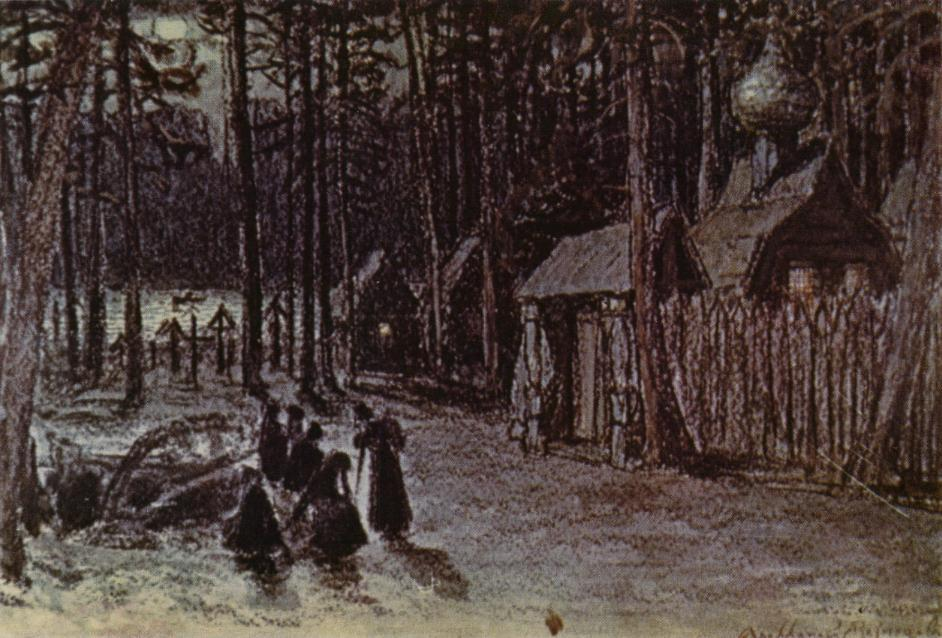
Dekor för akt V, 1897.

En enslig plats i skogen. Natt. Raskolnikerna har flytt in i skogen. De är omringade av Peter den stores gardister. Dosifej inser att deras hopplösa belägenhet och beslutar att raskolnikerna skall låta sig brännas på bål för att rädda världen. Den förblindade Andrej söker fortfarande efter Emma. Marfa tar hand om honom och tillsammans bestiger de bålet. Dosifej ger tecken till att bålet skall antändas. När tsarens soldater kommer för att attestera dem, ser de endast det stora likbålet.

## Inspelningar (urval)
- Khovanshchina. Ghiaurov, Atlantov, Marusin, Kocherga, Burchuladze, Semtschuk. Slovakiska filharmoniska kören. Wiener Sängerknaben. Kör och orkester vid Wiener Staatsoper. Abbado, dirigent. Arthaus DVD 100 310. 2 DVD.[2]